# گرمه خانی اولادقباد
گرمه خانی اولادقباد ، روستایی از توابع بخش کاکاوند شهرستان دلفان در استان لرستان ایران است.

## جمعیت
این روستا در دهستان ایتیوند جنوبی قرار دارد و بر اساس سرشماری مرکز آمار ایران در سال ۱۳۸۵، جمعیت آن ۱۵۴ نفر (۳۰خانوار) بوده‌است.

## موقعیت جغرافیایی
گرمه خانی روستای پایکوهی بوده و مشرف به کوه چیاوزان میباشد .

## افراد سرشناس
از جمله معروف ترین افراد این روستا: 
- شهید خدا مروت گلی[۱]